# 155. Infanterie-Division (Wehrmacht)
La 155. Infanterie-Division fu una divisione dell'esercito tedesco attiva durante la seconda guerra mondiale, che venne creata nel febbraio 1945 e fu schierata in Italia dove fu fatta prigioniera dagli americani nel maggio 1945.

## Storia
La divisione fu costituita l'11 febbraio 1945, in Italia dalla 155. Feldausbildungs-Division e fu subito impiegata in pesanti battaglie difensive. Nello stesso mese iniziò la ritirata verso nord che la portò tra Faenza e Ferrara e dopo il crollo del fronte tedesco vicino a Bologna il 21 aprile le fu ordinato di coprire il Po. Nella notte tra il 22 e il 23 aprile raggiunse la zona nord-ovest di Ferrara, sulla sponda settentrionale del Po. Il 24 aprile fu coinvolta nei combattimenti nella zona di Gaiba e Stienta contro le truppe britanniche ed il 1º maggio la divisione e altre unità nella Valsugana a nord di Bassano del Grappa tentarono invano di fermare l'avanzata dell'88th Infantry Division. I superstiti si ritirarono combattendo attraverso l'Adige, Verona, Vicenza, Padova e Treviso fino ai piedi delle Alpi, dove vennero fatti prigionieri dagli americani nella zona di Belluno.

## Ordine di battaglia
- Grenadier-Regiment 1227
- Grenadier-Regiment 1228
- Grenadier-Regiment 1229
- Füsilier-Bataillon
- Artillerie-Abteilung 155
- Nachrichten-Abteilung 630
- Versorgungs-Regiment 155[1]

## Comandanti
- Generalmajor Georg Zwade (11 febbraio 1945 - maggio 1945)[1]